# 北川裕規
北川 裕規（きたがわ ひろき、1966年4月13日 - ）は、大阪府大阪市出身のプロゴルファー。

## 来歴
平安高校時代の1984年に全国高校ゴルフ選手権個人戦で川岸良兼の2位タイに入ると、1985年に進学した日本大学ゴルフ部では川岸の他に鈴木亨と同期 になり、関東オープンベストアマ、日本学生2位に日米対抗MVPなどの実績を持つ。
1989年4月のプロテストで一発合格し、よみうりサッポロビールオープンでツアーデビュー。アコムダブルスでは10月のテストに合格し、ライセンス取得僅か1週間目のデビュー戦となる川岸とペアを組む。好天に恵まれた初日に8アンダー64をマークし、船渡川育宏&白石達哉ペア、ラニー・ワドキンス&ボビー・ワドキンス兄弟（アメリカ合衆国）ペアと共に首位の飯合肇&佐野修一ペアと1打差2位タイの好スタートを切る。3日目にはスコアが伸びず、通算17アンダーの17位に後退した。
1996年のアコムインターナショナルを最後にレギュラーツアーから引退し、1999年からは太平洋クラブゴルフアカデミーに携わり、2002年に入社。統括ヘッドティーチングプロとして御殿場本校で10年間指導し、2012年からは大森校へ移ったが、現在も御殿場でラウンドレッスンを行う。
奥田靖己・久保谷健一と共に「アキラプロダクツ」契約プロ。